# Antennella ansini
Antennella ansini är en nässeldjursart som beskrevs av Peña-Cantero och García-Carrascosa 2002. Antennella ansini ingår i släktet Antennella och familjen Halopterididae. Inga underarter finns listade i Catalogue of Life.